# Liogenys nigrofusca
Liogenys nigrofusca är en skalbaggsart som beskrevs av Moser 1918. Liogenys nigrofusca ingår i släktet Liogenys och familjen Melolonthidae. Inga underarter finns listade i Catalogue of Life.